# Camille Bellaigue
Camille Bellaigue, född den 24 maj 1858, död den 4 oktober 1930, var en fransk musikskriftställare.
Bellaigue var musikkritiker i Revue des deux mondes från 1885. Han har samlat sina musikuppsatser under titeln L'année musicale (5 band, 1886-91). Han författade även en Psychologie musicale (1893), monografier över Mozart (1906) och Mendelssohn (1907) samt författat verket Les époques de la musique (2 band, 1909) med flera arbeten.